# Chinatown, My Chinatown
Chinatown, My Chinatown je populární píseň, kterou napsali William Jerome (text) a Jean Schwartz (hudba) v roce 1906 a v roce 1910 se stala součástí muzikálu Up and Down Broadway. Píseň nahrálo mnoho umělců a je považována ze jeden za raný jazzový standard.[ujasnit]

## Skladba
Jean Schwartz a William Jerome od roku 1901 úspěšně spolupracovali více než deset let. Společně složili mnoho populárních písní, včetně Mister Dooley a Bedelia. Píseň Chinatown, My Chinatown je považována za jejich největší hit; Schwartz v ní do západní hudby začlenil čínské hudební formy. V roce 1906, kdy byla napsána, se píseň ještě neuchytila, a ani hudební revue Up and Down Broadway, ke které byla přidána v roce 1910, nebyla příliš úspěšná. V době, kdy se Chinatown, My Chinatown v roce 1915 stala celonárodním hitem, již Schwartz a Jerome nespolupracovali.
Původní tempo písně bylo pomalé; později bylo přizpůsobeno tempu foxtrotu. Ještě později jazzoví hudebníci hráli píseň v tempu „hot jazzu“.

## Nahrávky
Píseň Chinatown, My Chinatown byla nahrána mnoha umělci. Např. ve 30. letech 20. století ji nahráli Fletcher Henderson, Louis Armstrong, Louis Prima a Lionel Hampton.
Písnička se objevuje i ve videohře Mafia: The City of Lost Heaven z roku 2002.

## Text písně
Chinatown, my Chinatown,
Where the lights are low,
Hearts that know no other land,
Drifting to and fro,
Dreamy, dreamy Chinatown,
Almond eyes of brown,
Hearts seem light and life seem bright
In dreamy Chinatown.